# Gavmild sommer
Gavmild sommer (russisk: Щедрое лето) er en sovjetisk film fra 1951 af Boris Barnet.

## Medvirkende
- Nina Arkhipova som Vera Grosjko
- Nikolaj Krjutjkov som Nazar Protsenko
- Viktor Dobrovolskij som Ruban
- Marina Bebutova som Oksana Podpruzjenko
- Anton Dunajskij